# The Adventures of Ghosthorse and Stillborn
The Adventures of Ghosthorse and Stillborn is het derde album van CocoRosie, uitgekomen op 10 april 2007.

## Lijst van nummers
1. Rainbowarriors (3:55)
2. Promise (3:37)
3. Bloody Twins (1:37)
4. Japan (5:02)
5. Sunshine (2:58)
6. Black Poppies (2:37)
7. Werewolf (4:50)
8. Animals (6:02)
9. Houses (2:56)
10. Raphael (2:48)
11. Girl and the Geese (0:46)
12. Miracle (3:35)